# Fantainvenzioni
Fantainvenzioni (Beyond Tomorrow) è un programma televisivo australiano trasmesso su Seven Network tra il 2005 e il 2007 per tre edizioni. La trasmissione trae origine dal programma della ABC Towards 2000 del 1981, rinominato Beyond 2000 nel 1985 e terminato nel 1999. In Italia è stata trasmessa l'edizione rinnovata del 2005 su Discovery Science.
Lo show, della durata di 45 minuti più 4 blocchi pubblicitari, mostra dimostrazioni di future invenzioni che potrebbero entrare nella nostra quotidianità in un futuro prossimo (ad esempio la lattina autorefrigerante, la bicicletta tagliaerba, ecc.).